# Mesnil-Raoul
Mesnil-Raoul è un comune francese di 878 abitanti situato nel dipartimento della Senna Marittima nella regione della Normandia.

## Società

### Evoluzione demografica
Abitanti censiti